# Луковац Средњи
Луковац Средњи је мало ненасељено острво у хрватском делу Јадранског мора.
Луковац Средњи се налази у архипелагу Ластовњаци 1 км североисточно од рта Нови Хум на острву Ластову. Површина острва износи 0,017 км². Дужина обалске линије је 0,53 км.. Највиши врх на острву висок је 23 метара.